# Nik & Jay
Nik & Jay sono un duo musicale hip hop/pop danese attivo dal 2002.

## Formazione
- Niclas Genckel Petersen
- Jannik Brandt Thomsen

## Discografia
- 2002 - Nik & Jay
- 2004 - 2
- 2006 - 3: Fresh, Fri, Fly
- 2008 - De Største (raccolta)
- 2012 - Engle eller dæmoner
- 2013 - United